# Derby County FC
A Derby County Football Club egy angol futballcsapat, mely az angol League One-ben szerepel.

## Klubtörténet
A Derby County-t 1884-ben alapították a Derbyshire County Cricket Club egyik ágaként. Kezdetben a Racecourse Ground volt az otthonuk, ahol, mint ahogy a nevében is benne van, eredetileg lóversenyeket rendeztek.

A csapat számos barátságos meccsen részt vett, mint ahogy nemsokára az FA kupában is.
Alapító tagja volt az 1888-ban indult Futball Ligának(pontosítás szükséges). 1891-ben egyesült a Derby Midland FC-vel. Steve Bloomer, a Derby County történetének legjobb játékosa 1892-ben csatlakozott a klubhoz. 1895-ben a klub új stadionba költözött, a 'The Baseball Ground'-ra, ami az otthonuk lett a következő 102 évre.
1898. április 16-án játszották első FA kupa döntőjüket a Crystal Palace ellen, de elvesztették a mérkőzést 3-1-re. Vesztes döntősök voltak még 1899-ben és 1903-ban is.

1907-ben először, a Derby a másodosztályba került, de Jimmy Methven irányítása alatt visszakerültek az élvonalba 1911-ben. Legnagyobb nemzetközi sikerük az 1972/73-as szezonban elért elődöntő volt a Bajnokcsapatok Európa Kupájában. A 2007/2008-as szezonban a Premier League-ben szerepelt a csapat, ahonnan negatív rekorddal estek ki: 38 mérkőzésen 1 győzelmet szerzett a csapat és mindössze 11 pontot gyűjtöttek.
A 2018/2019-es idényben osztályozós helyen (6.) végeztek a másodosztályban, így részt vehettek az élvonalbeli tagságért zajló play-off küzdelmekben. A play-off mérkőzések során kettős győzelemmel (4-3-as összesítéssel) búcsúztatták a Leeds United gárdáját, így a döntőben az Aston Villa csapatával mérkőzhettek meg.

## Jelenlegi keret
Legutóbb frissítve: 2020. március 6.
| Mezszám       | Név                    | Nemzet   | Posztok     | Szül. év (kor)                 | Megjegyzés:                            |         |         |         |         |
| Kapusok       | Kapusok                | Kapusok  | Kapusok     | Kapusok                        | Kapusok                                | Kapusok | Kapusok | Kapusok | Kapusok |
| ------------- | ---------------------- | -------- | ----------- | ------------------------------ | -------------------------------------- | ------- | ------- | ------- | ------- |
| 12            | Ben Hamer              | angol    | kapus       | 1987. december 20. (37 éves)   |                                        |         |         |         |         |
| 21            | Kelle Roos             | holland  | kapus       | 1992. május 31. (32 éves)      |                                        |         |         |         |         |
| 47            | Henrich Ravas          | Szlovák  | kapus       | 1997. augusztus 16. (27 éves)  |                                        |         |         |         |         |
| Hátvédek      |                        |          |             |                                |                                        |         |         |         |         |
| 2             | Andre Wisdom           | angol    | hátvéd      | 1993. május 9. (31 éves)       |                                        |         |         |         |         |
| 3             | Craig Forsyth          | skót     | hátvéd      | 1989. február 24. (36 éves)    |                                        |         |         |         |         |
| 5             | Krystian Bielik        | lengyel  | hátvéd      | 1998. január 4. (27 éves)      |                                        |         |         |         |         |
| 16            | Matthew Clarke         | angol    | hátvéd      | 1998. január 4. (27 éves)      | kölcsönben a Brighton & Hove Albiontól |         |         |         |         |
| 25            | Max Lowe               | angol    | hátvéd      | 1997. május 11. (27 éves)      |                                        |         |         |         |         |
| 33            | Curtis Davies          | angol    | hátvéd      | 1985. március 15. (40 éves)    |                                        |         |         |         |         |
| 37            | Jayden Bogle           | angol    | hátvéd      | 2000. július 27. (24 éves)     |                                        |         |         |         |         |
| 46            | Scott Malone           | angol    | hátvéd      | 1991. március 25. (33 éves)    |                                        |         |         |         |         |
| 48            | Lee Buchanan           | angol    | hátvéd      | 2001. március 7. (24 éves)     |                                        |         |         |         |         |
| Középpályások |                        |          |             |                                |                                        |         |         |         |         |
| 4             | Graeme Shinnie         | skót     | középpályás | 1991. augusztus 4. (33 éves)   |                                        |         |         |         |         |
| 10            | Tom Lawrence           | walesi   | középpályás | 1994. január 13. (31 éves)     |                                        |         |         |         |         |
| 11            | Florian Jozefzoon      | holland  | középpályás | 1991. február 9. (34 éves)     |                                        |         |         |         |         |
| 17            | George Evans           | angol    | középpályás | 1994. december 13. (30 éves)   |                                        |         |         |         |         |
| 23            | Duane Holmes           | amerikai | középpályás | 1994. november 6. (30 éves)    |                                        |         |         |         |         |
| 30            | Ikechi Anya            | Skót     | középpályás | 1988. január 3. (37 éves)      |                                        |         |         |         |         |
| 38            | Jason Knight           | ír       | középpályás | 2001. február 13. (24 éves)    |                                        |         |         |         |         |
| 40            | Louie Sibley           | angol    | középpályás | 2001. szeptember 1. (23 éves)  |                                        |         |         |         |         |
| 41            | Max Bird               | angol    | középpályás | 2000. szeptember 18. (24 éves) |                                        |         |         |         |         |
| 44            | Tom Huddlestone        | angol    | középpályás | 1986. december 28. (38 éves)   |                                        |         |         |         |         |
| Csatár        |                        |          |             |                                |                                        |         |         |         |         |
| 9             | Martyn Waghorn         | angol    | Csatár      | 1999. január 23. (26 éves)     |                                        |         |         |         |         |
| 14            | Jack Marriott          | angol    | Csatár      | 1994. szeptember 9. (30 éves)  |                                        |         |         |         |         |
| 19            | Chris Martin           | Skót     | Csatár      | 1988. november 4. (36 éves)    |                                        |         |         |         |         |
| 32            | Wayne Rooney           | angol    | Csatár      | 1985. október 24. (39 éves)    | (Csapatkapitány)                       |         |         |         |         |
| 49            | Morgan Whittaker       | angol    | Csatár      | 2001. január 7. (24 éves)      |                                        |         |         |         |         |
|               | Rushian Hepburn-Murphy | angol    | Csatár      | 1998. augusztus 28. (26 éves)  |                                        |         |         |         |         |

### Kölcsönben
| Mezszám       | Név                    | Nemzet  | Posztok     | Szül. év (kor)                 | Hová:                | Meddig:          |         |         |         |
| Kapusok       | Kapusok                | Kapusok | Kapusok     | Kapusok                        | Kapusok              | Kapusok          | Kapusok | Kapusok | Kapusok |
| ------------- | ---------------------- | ------- | ----------- | ------------------------------ | -------------------- | ---------------- | ------- | ------- | ------- |
| 1             | Scott Carson           | angol   | kapus       | 1985. szeptember 3. (39 éves)  | Manchester City FC   | 2020. június 30. |         |         |         |
| 35            | Jonathan Mitchell      | angol   | kapus       | 1994. november 24. (30 éves)   | Macclesfield Town FC | 2020. június 30. |         |         |         |
| Középpályások |                        |         |             |                                |                      |                  |         |         |         |
| 43            | Jayden Mitchell-Lawson | angol   | Középpályás | 1999. szeptember 17. (25 éves) | Bristol Rovers FC    | 2020. június 30. |         |         |         |
| Csatárok      |                        |         |             |                                |                      |                  |         |         |         |
| 20            | Mason Bennett          | angol   | Csatár      | 1996. július 15. (28 éves)     | Millwall FC          | 2020. június 30. |         |         |         |